# Algolsheim
Algolsheim [alɡɔlsaim]  est une commune française située dans la circonscription administrative du Haut-Rhin et, depuis le 1er janvier 2021, dans le territoire de la Collectivité européenne d'Alsace, en région Grand Est.
Cette commune se trouve dans la région historique et culturelle d'Alsace.

## Géographie

### Localisation
Cette commune alsacienne se trouve dans le Haut-Rhin (68), à quelques kilomètres de Neuf-Brisach.
Située à 2 km de la frontière avec l'Allemagne, Algolsheim compte un bon nombre de résidents allemands, ce qui a considérablement fait augmenter son nombre d'habitants ces dernières années. Algolsheim fait partie du canton d'Ensisheim et de l'arrondissement de Colmar-Ribeauvillé.
La grande ville la plus proche est Colmar, à 20 km d'Algolsheim.

#### Communes limitrophes
Les communes limitrophes sont Volgelsheim au Nord, Vogelgrun à l'Est, Geiswasser sur une très petite partie au Sud-Est, Obersaasheim au Sud et Weckolsheim à l'Ouest.
|             | Volgelsheim  |            |
| Weckolsheim | Algolsheim   | Vogelgrun  |
|             | Obersaasheim | Geiswasser |

### Géologie et relief, hydrographie
La superficie de la commune est de 721,5 hectares ; son altitude varie entre 190 et 199 mètres.
La commune présente un paysage de plaine, sans grand écart d'altitude.
La commune est traversée par un petit ruisseau, le Thierlachgraben. Il est alimenté par le canal de la Hardt et le Grand canal d'Alsace. La Nappe phréatique d'Alsace faisant partie de la Nappe phréatique rhénane est présente dans les sols de la commune.

### Hydrographie

#### Réseau hydrographique
La commune est dans le bassin versant du Rhin au sein du bassin Rhin-Meuse. Elle est drainée par le canal du Rhône au Rhin, le canal d'Irrigation de la Hardt, le ruisseau du Muhlbach de la Hardt, le canal Vauban, le Thierbachgraben et le canal d'Irrigation d'Algolsheim,,.
Le canal du Rhône au Rhin est un canal français qui relie la Saône, affluent navigable du Rhône, au Rhin, par la vallée du Doubs et son prolongement en Haute Alsace jusqu'à Niffer sur le Rhin, un autre prolongement rejoignant Strasbourg par la canalisation de l'Ill. La commune est sur la section qui relie Valdieu-Lutran à Saint-Symphorien-sur-Saône.
Le canal d'Irrigation de la Hardt, d'une longueur de 30 km, est un canal, chenal non navigable qui relie la commune de Hombourg la commune, où il se jette dans le canal du Rhône au Rhin.
Le ruisseau du Muhlbach de la Hardt, d'une longueur de 38 km, prend sa source dans la commune de Ottmarsheim et se jette  dans le canal de Neuf-Brisach à Biesheim, après avoir traversé 15 communes.

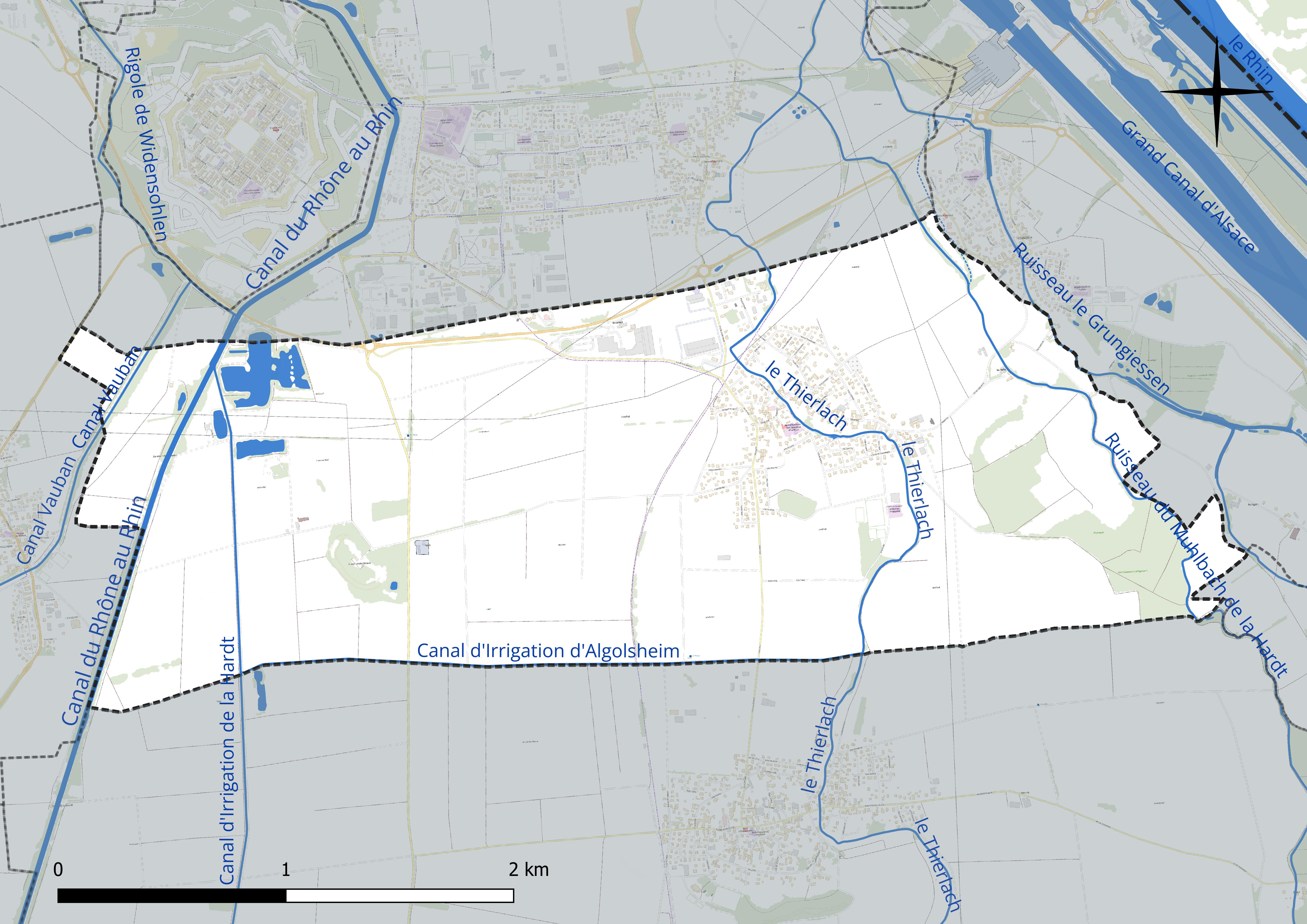
Réseau hydrographique d'Algolsheim.

Le canal Vauban, d'une longueur de 24 km, prend sa source dans la commune d'Ensisheim et se jette  dans la rigole de Widensohlen à Neuf-Brisach, après avoir traversé 14 communes.
Le Thierbachgraben, d'une longueur de 12 km, prend sa source dans la commune de Nambsheim et se jette  dans 0 à Volgelsheim, après avoir traversé cinq communes.

#### Gestion et qualité des eaux
Le territoire communal est couvert par le schéma d'aménagement et de gestion des eaux (SAGE) « Ill Nappe Rhin ». Ce document de planification concerne la nappe phréatique rhénane, les cours d'eau de la plaine d'Alsace et du piémont oriental du Sundgau, les canaux situés entre l'Ill et le Rhin et les zones humides de la plaine d'Alsace. Le périmètre s’étend sur 3 596 km2. Il a été approuvé le 17 janvier 2005. La structure porteuse de l'élaboration et de la mise en œuvre est la région Grand Est.
La qualité des cours d’eau peut être consultée sur un site dédié géré par les agences de l’eau et l’Agence française pour la biodiversité.

### Climat
Pour des articles plus généraux, voir Climat du Grand Est et Climat du Haut-Rhin.
En 2010, le climat de la commune est de type climat océanique altéré, selon une étude du Centre national de la recherche scientifique s'appuyant sur une série de données couvrant la période 1971-2000. En 2020, Météo-France publie une typologie des climats de la France métropolitaine dans laquelle la commune est exposée à un climat semi-continental et est dans la région climatique Alsace, caractérisée par une pluviométrie faible, particulièrement en automne et en hiver, un été chaud et bien ensoleillé, une humidité de l’air basse au printemps et en été, des vents faibles et des brouillards fréquents en automne (25 à 30 jours).
Pour la période 1971-2000, la température annuelle moyenne est de 10,6 °C, avec une amplitude thermique annuelle de 17,8 °C. Le cumul annuel moyen de précipitations est de 658 mm, avec 7,6 jours de précipitations en janvier et 9,7 jours en juillet. Pour la période 1991-2020, la température moyenne annuelle observée sur la station météorologique de Météo-France la plus proche, « Colmar-Inra », sur la commune de Colmar à 17 km à vol d'oiseau, est de 11,3 °C et le cumul annuel moyen de précipitations est de 558,0 mm. 
La température maximale relevée sur cette station est de 39,6 °C, atteinte le 13 août 2003 ; la température minimale est de −22,5 °C, atteinte le 22 février 1986,,.
Les paramètres climatiques de la commune ont été estimés pour le milieu du siècle (2041-2070) selon différents scénarios d'émission de gaz à effet de serre à partir des nouvelles projections climatiques de référence DRIAS-2020. Ils sont consultables sur un site dédié publié par Météo-France en novembre 2022.

### Voies de communication et transports
Algolsheim est bordé par la route départementale 415 et traversé par la route départementale 1.3. La route départementale 468 traverse également le banc de la commune. Le village est desservie par la ligne de Haute-Alsace 301 du réseau de bus du réseau de la région Grand Est assuré par l'entreprise Kunegel. Elle dispose de 4 arrêts de bus répartis sur la Route de Vogelgrun, la Grand'Rue et la Rue d'Alsace du village. Elle est également desservie par une piste cyclable traversant l'Alsace.

## Urbanisme

### Typologie
Au 1er janvier 2024, Algolsheim est catégorisée ceinture urbaine, selon la nouvelle grille communale de densité à sept niveaux définie par l'Insee en 2022.
Elle appartient à l'unité urbaine de Neuf-Brisach, une agglomération intra-départementale regroupant trois  communes, dont elle est une commune de la banlieue,,. Par ailleurs la commune fait partie de l'aire d'attraction de Colmar, dont elle est une commune de la couronne,. Cette aire, qui regroupe 95 communes, est catégorisée dans les aires de 50 000 à moins de 200 000 habitants,.

### Occupation des sols
L'occupation des sols de la commune, telle qu'elle ressort de la base de données européenne d’occupation biophysique des sols Corine Land Cover (CLC), est marquée par l'importance des territoires agricoles (80,5 % en 2018), en diminution par rapport à 1990 (84,8 %). La répartition détaillée en 2018 est la suivante : 
terres arables (80,5 %), zones urbanisées (9,8 %), forêts (5,2 %), eaux continentales (2,9 %), zones industrielles ou commerciales et réseaux de communication (1,5 %). L'évolution de l’occupation des sols de la commune et de ses infrastructures peut être observée sur les différentes représentations cartographiques du territoire : la carte de Cassini (XVIIIe siècle), la carte d'état-major (1820-1866) et les cartes ou photos aériennes de l'IGN pour la période actuelle (1950 à aujourd'hui).

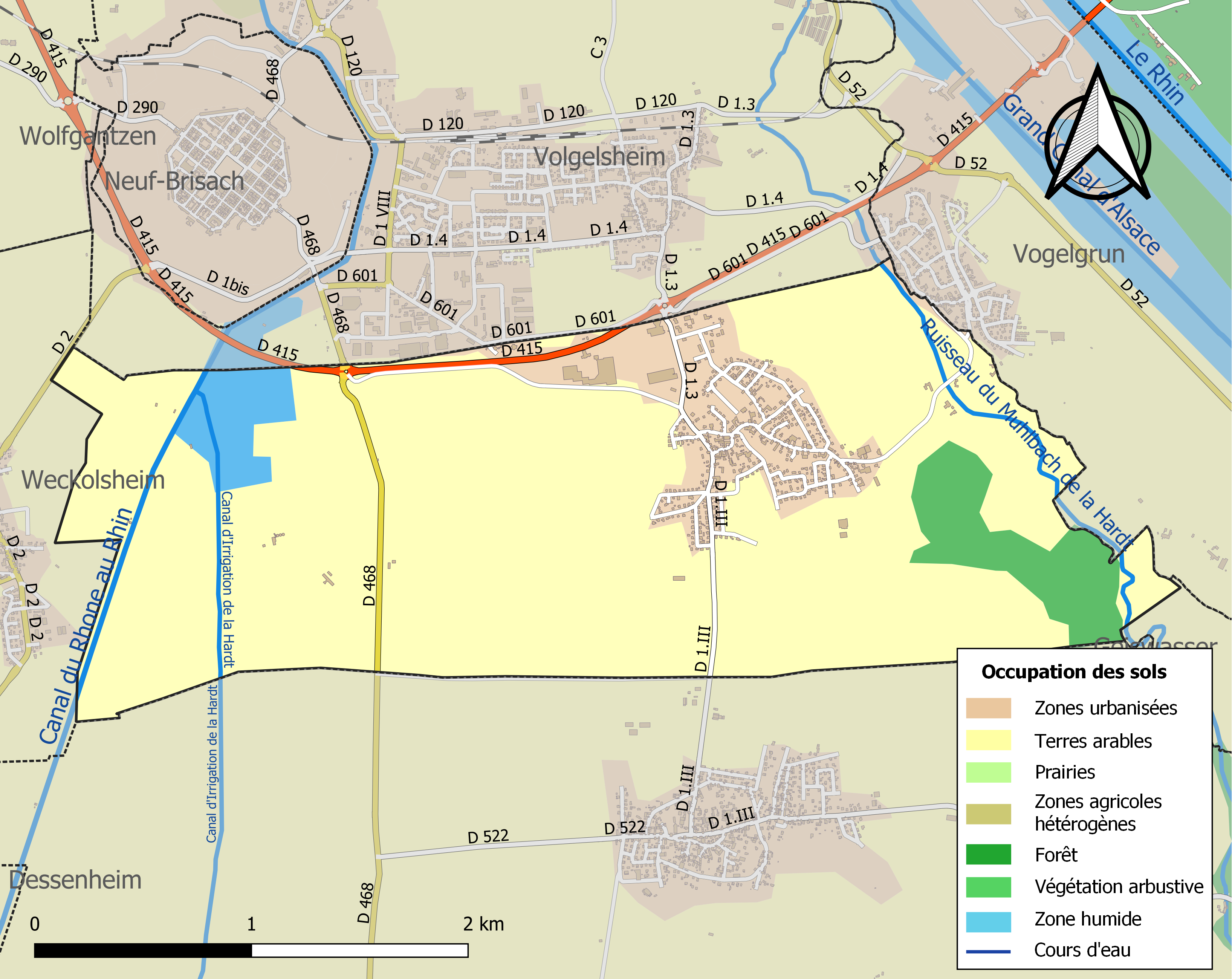
Carte des infrastructures et de l'occupation des sols de la commune en 2018 (CLC).

## Toponymie
- lthovisherde jusqu'à 1196 ;
- Alcolvesheim, au XIIe siècle et en 1256 ;
- Altcolzheim, 1303 ;
- Altolzheim, à partir du XIVe siècle et en 1513.

Il existe deux explications à l'étymologie du nom d'origine Algolsheim  :
- il dérive de Alt, mot germanique signifiant vieil, vieux et Vieherde qui signifie troupeau et qui est toujours utilisé en allemand contemporain avec un sens identique.
- il dérive du patronyme germanique Halidulf et de l'allemand Heim (foyer).

La commune se nomme Àlgelsa en alsacien, Algelse en alémanique.

## Histoire
En 1196, le village est mentionné sous le nom d'Altolvisherde. De 1324 jusqu'à la Révolution, la commune fait partie des  biens des comtes de Wurtemberg. Entre 1870 et 1875, plusieurs tombes de bronze sont trouvées sur le territoire de la commune. Ce village porte ensuite le nom de Alt-Olsheim. Il doit son nom actuel à la facilité avec laquelle il pouvait être confondu avec celui d'Andolsheim. Le bourg comporte une église catholique, un temple protestant depuis 1864, ainsi qu'une chapelle mennonite inaugurée en 1977. L'agriculture, principale activité d'Algolsheim, modernisée, se maintient à un bon niveau, malgré la raréfaction des exploitants. Plus de la moitié des habitants de la commune travaille dans les proches centres industriels des bords du Rhin. La construction de nouveaux lotissements a entraîné un accroissement démographique du village. Algolsheim possède un riche patrimoine naturel, puisque la forêt rhénane et l'île du Rhin se trouvent à proximité.

## Politique et administration

### Découpage territorial
La commune d'Algolsheim est membre de la communauté de communes Pays Rhin-Brisach, un établissement public de coopération intercommunale (EPCI) à fiscalité propre créé le 9 juin 2016 dont le siège est à Volgelsheim. Ce dernier est par ailleurs membre d'autres groupements intercommunaux.
Sur le plan administratif, elle est rattachée à l'arrondissement de Colmar-Ribeauvillé, à la circonscription administrative de l'État du Haut-Rhin, en tant que circonscription administrative de l'État, et à la région Grand Est.
Sur le plan électoral, elle dépendait jusqu'en 2020 du  canton d'Ensisheim pour l'élection des conseillers départementaux au sein du conseil départemental du Haut-Rhin. Depuis le 1er janvier 2021, elle dépend du même canton pour l'élection des conseillers d'Alsace au sein de la collectivité européenne d'Alsace.

### Conseil municipal
Le conseil municipal d'Algolsheim est composé de 15 élus dont un maire et 4 adjoints au maire.

### Jumelages
Cancon (Lot-et-Garonne) (France) depuis 2001.

### Politique environnementale
Le conseil municipal et les habitants d'Algolsheim sont attachés au fleurissement de leur village, ils participent chaque année à une journée « Plantations » au printemps. Le village est classé « 2 Fleurs » au Label Villages Fleuris.

## Population et société

### Démographie
L'évolution du nombre d'habitants est connue à travers les recensements de la population effectués dans la commune depuis 1793. Pour les communes de moins de 10 000 habitants, une enquête de recensement portant sur toute la population est réalisée tous les cinq ans, les populations de référence des années intermédiaires étant quant à elles estimées par interpolation ou extrapolation. Pour la commune, le premier recensement exhaustif entrant dans le cadre du nouveau dispositif a été réalisé en 2004.

En 2022, la commune comptait 1 132 habitants, en évolution de −1,31 % par rapport à 2016 (Haut-Rhin : +0,66 %, France hors Mayotte : +2,11 %).
| 1793 | 1800 | 1806 | 1821 | 1831 | 1836 | 1841 | 1846 | 1851 |
| ---- | ---- | ---- | ---- | ---- | ---- | ---- | ---- | ---- |
| 268  | 290  | 312  | 326  | 373  | 382  | 405  | 416  | 420  |

| 1856 | 1861 | 1866 | 1871 | 1875 | 1880 | 1885 | 1890 | 1895 |
| ---- | ---- | ---- | ---- | ---- | ---- | ---- | ---- | ---- |
| 428  | 430  | 416  | 423  | 388  | 396  | 344  | 315  | 323  |

| 1900 | 1905 | 1910 | 1921 | 1926 | 1931 | 1936 | 1946 | 1954 |
| ---- | ---- | ---- | ---- | ---- | ---- | ---- | ---- | ---- |
| 350  | 339  | 343  | 336  | 321  | 309  | 300  | 291  | 302  |

| 1962 | 1968 | 1975 | 1982 | 1990 | 1999 | 2004  | 2006  | 2009  |
| ---- | ---- | ---- | ---- | ---- | ---- | ----- | ----- | ----- |
| 315  | 312  | 404  | 495  | 671  | 982  | 1 065 | 1 063 | 1 122 |

| 2014  | 2019  | 2022  | - | - | - | - | - | - |
| ----- | ----- | ----- | - | - | - | - | - | - |
| 1 153 | 1 124 | 1 132 | - | - | - | - | - | - |

### Enseignement
La commune d'Algolsheim dispose d'une école élémentaire et maternelle, regroupées en l'École Primaire Alfred Busser.
L'enseignement secondaire se fera au collège Robert Schuman de Volgelsheim pour les classes de sixième à troisième, puis au lycée Blaise Pascal de Colmar.

### Santé
La commune ne dispose pas de médecin, ni d'établissement de santé. Les médecins les plus proches se situent à Neuf-Brisach. La pharmacie la plus proche est à Volgelsheim.
Pour ce qui est des hôpitaux, le plus proche est l'hôpital Louis Pasteur de Colmar.

## Économie

### Revenus de la population et fiscalité
En 2015, le revenu fiscal par ménage était de 23 787 €pour 424 ménages fiscaux.

### Emploi
Le taux d’activité de la population âgée de 15 à 64 ans d'Algolsheim s'élève à 78,3 % en 2015, ce qui la place au dessus de la moyenne nationale située à 73,7 %. Le taux de chômage pour la même tranche d'âge s'élève à 8,5 % en 2015. À Algolsheim, 9,4 % des actifs de plus de 15 ans travaillent dans la commune. Les actifs de plus de 15 ans sont majoritairement salariés à hauteur de 90,3 %.

### Entreprises et commerces
La commune comporte 90 établissements actifs au 31 décembre 2015. Ce sont majoritairement des commerces, transports et services divers à hauteur de 68,9 % et majoritairement des établissements de 1 à 9 salariés.
La part de l'agriculture est de 5,6 %, la part de l'industrie de 6,7 %, la part de la construction de 7,8 % et la part de l'administration publique, enseignement, santé et action sociale est de 11,1 %.
La société de transport Kleyling France et la société de fabrication d'équipements automobiles Boysen France ont installé leur siège social à Algolsheim.

## Culture locale et patrimoine

### Lieux et monuments

#### Église Saint-Pierre-et-Saint-Paul
Un curé est nommé dans la paroisse en 1256 et l'église au chœur de style roman est citée dès 1302. La paroisse fait partie du chapitre rural Citra Rhenum de l'évêché de Bâle. Le patronat appartient aux comtes de Wurtemberg, qui introduisent la Réforme en 1534-1539. Mais l'église, n'ayant pas de pasteur, reste succursale de Volgelsheim. Plus tard, Algolsheim devient paroisse et Volgelsheim succursale. Le simultaneum est introduit par le gouvernement français et le chœur de l'église rendu aux catholiques en 1687, qui restent néanmoins dans la dépendance de la paroisse d'Obersaasheim. Les protestants dépendent à un moment de Kunheim, à un autre de Wolfgantzen. Une nouvelle église, qui récupère l'ancien chœur sous le clocher, est construite en 1760-1765. En 1769, les protestants vont à l'église de Volgelsheim. Une nouvelle église protestante bâtie en 1866 est agrandie en 1903.

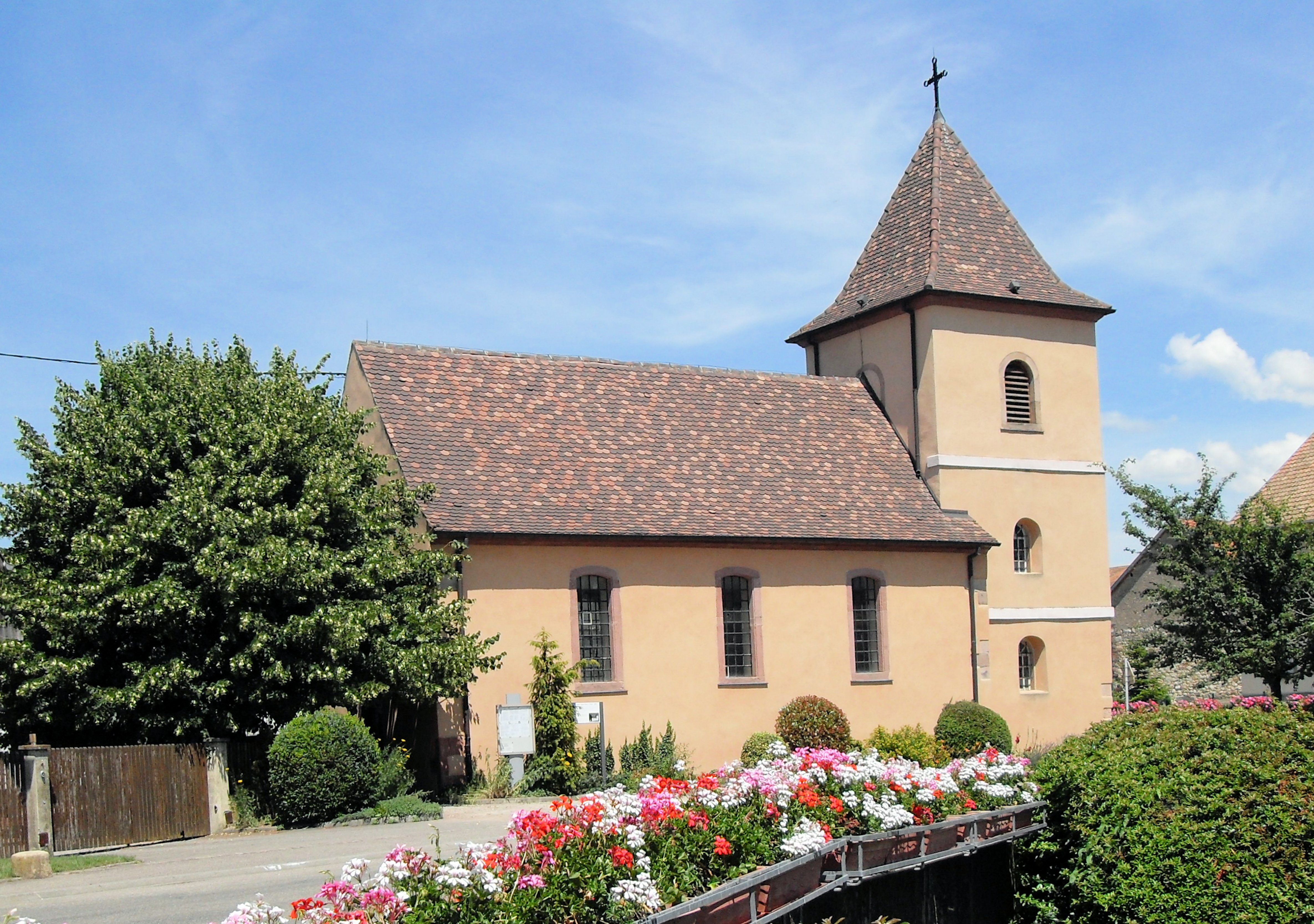
L'église Saint-Pierre-et-Saint-Paul.
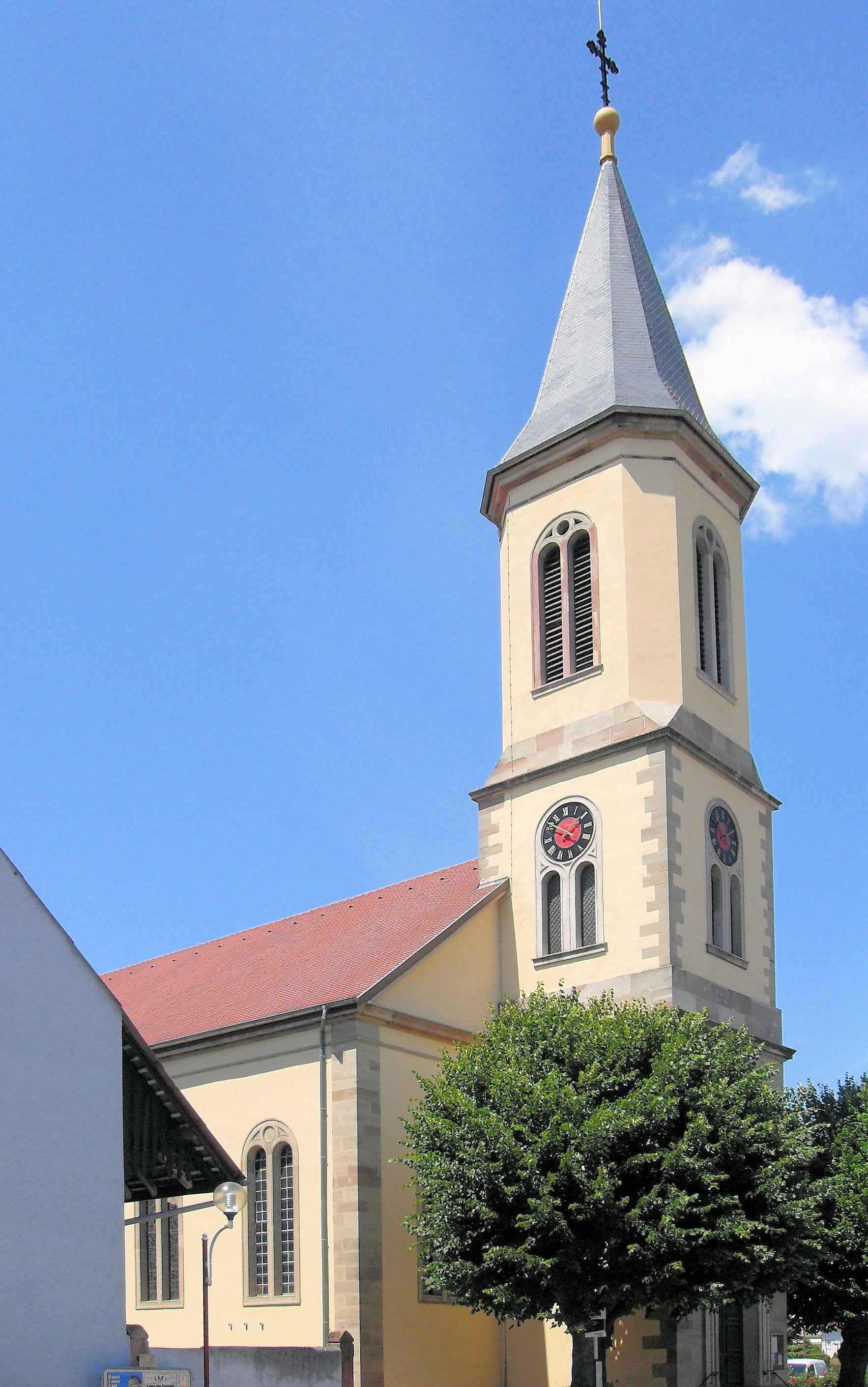
Le temple protestant.

#### Ancienne horloge d'Urbain Adam
L'ancienne horloge de l'église a été construite par Urbain Adam en 1867. Elle a été en fonction jusque dans les années 1990 et était remontée chaque jour. En 2007, deux habitants du village ont restauré le rouage de mouvement et il est exposé dans un hall de la mairie. Les rouages de sonnerie n'ont pas été restaurés et ont vraisemblablement été détruits, malgré l'inventaire réalisé par la DRAC.

### Héraldique
| Blason d'Algolsheim | Les armes d'Algolsheim se blasonnent ainsi : « D'or au chevron haussé d'azur, soutenu d'un lion de sable. » |